# Plain vanilla
In finanza, plain vanilla è un termine usato per definire una negoziazione standard.
Di solito usato per definire opzioni, obbligazioni, futures e swap. Gli strumenti finanziari plain vanilla hanno caratteristiche prestabilite, non contemplano quindi possibili opzionalità. Il nome "Plain Vanilla", semplice vaniglia, è un riferimento anglosassone alla richiesta di gelato considerata la più semplice che ci sia.
Il suo opposto è lo strumento cosiddetto esotico, che altera le componenti di uno strumento finanziario tradizionale, creando un titolo più complesso.

## Plain Vanilla Swap
Il più comune tipo di "swap su tassi di interesse" (Interest Rate Swap o IRS) è detto "plain vanilla". In questo contratto, una società promette a un'altra di pagarle, per un certo numero di anni e in base a un capitale di riferimento detto "capitale nozionale", un tasso fisso predeterminato. A sua volta, la controparte si impegna a pagare un tasso d'interesse variabile sullo stesso capitale nozionale, per lo stesso numero di anni.
La CONSOB ha definito nei dettagli le caratteristiche di un plain vanilla swap.
- la durata dello swap è un numero intero di anni;
- uno dei due flussi di pagamenti è basato su un tasso di interesse fisso, mentre l'altro è indicizzato a un tasso di interesse variabile;
- il capitale nozionale resta costante per tutta la vita del contratto.

La forma tipica di tale contratto, detta plain vanilla, prevede che una delle due controparti paghi un tasso di interesse fisso e riceva dall'altra un tasso d'interesse variabile, entrambi calcolati su di un importo monetario di riferimento (cosiddetto “valore nozionale” del derivato). Questo tipo di contratto consente di trasformare una passività a tasso variabile in una a tasso fisso, o viceversa.

### Plain Vanilla Swap par o non par
Un contratto plain vanilla può essere par o non par. I contratti par sono strutturati in modo tale che le prestazioni delle due controparti siano agganciate al livello dei tassi di interesse corrente al momento della stipula del contratto; a tale data il contratto ha quindi un valore di mercato nullo per entrambe le controparti. I contratti non par, invece, presentano al momento della stipula un valore di mercato negativo per una delle due controparti, poiché uno dei due flussi di pagamento non riflette il livello dei tassi di mercato. In generale, i termini finanziari della transazione vengono riequilibrati attraverso il pagamento di una somma di denaro alla controparte che accetta condizioni più penalizzanti; tale pagamento, che dovrebbe essere pari al valore di mercato negativo del contratto, prende il nome di up front.

## Opzione Plain Vanilla
Un'opzione dà al suo possessore il diritto di acquistare o vendere, ad una data futura, un certo bene (il sottostante) ad un certo prezzo (detto prezzo di esercizio o "strike price"). Un'opzione plain vanilla è il tipo standard di opzione, con semplice data di scadenza e prezzo strike, e nessuna caratteristica addizionale.

## Obbligazione Plain Vanilla
Sono obbligazioni caratterizzate da una struttura estremamente semplice, assimilabili a un Buono del tesoro poliennale (BTp) o ad un Buono ordinario del tesoro (BOT), e che non presentano opzionalità.